# Omoi Afurete
Albums de Aya Matsuura
Double Rainbow
(2007) Click You Link Me
(2010)
Singles
Omoi Afurete (想いあふれて) est le 5e album original de Aya Matsuura, ou le 8e album sorti sous son nom en comptant ses albums spéciaux, sorti en 2009.

## Présentation
L'album sort le 21 janvier 2009 au Japon sous le label Zetima, dans le cadre du Hello! Project. Il atteint la 29e place du classement de l'Oricon. Il se vend à 4 873 la première semaine, et reste classé pendant 2 semaines, pour un total de 5 821 exemplaires vendus. C'est alors son album le moins vendu.
Il contient la chanson-titre de son dernier single en date sorti en 2008, Kizuna, et la chanson Kekkon Shinai Futari, une reprise d'un titre du chanteur KAN paru sur un de ses albums en 1994. C'est le dernier album d'Aya Matsura sorti dans le cadre du Hello! Project, dont elle sera "graduée" deux mois plus tard ; elle continuera cependant sa carrière avec la compagnie Up-Front et son label zetima.

## Liste des titres
| 1.  | Kekkon Shinai Futari (結婚しない二人)                           | KAN             | KAN / Keiroku Araki               | 5:59 |
| 2.  | Nanakai Utau to Ii Koto ga Aru Uta (七回歌うといいことがある歌) | Youji Kubota    | Yuuya Saitou / cosma              | 4:53 |
| 3.  | Beautiful Day                                                   | BULGE           | BULGE / BULGE                     | 3:39 |
| 4.  | BoomBoomBoom                                                    | Dai Murai       | Dai Murai / Makoto Sakuma         | 4:45 |
| 5.  | Omoi Afurete (想いあふれて)                                     | popY            | Yuta Nakano / Yuta Nakano         | 5:17 |
| 6.  | Rescue! Rescue! (レスキュー!レスキュー!)                        | Minoru Komorita | Minoru Komorita / Minoru Komorita | 4:13 |
| 7.  | Chuuou Kaisatsu (中央改札)                                      | Youji Kobuta    | Hideki Yanagisawa / H. Yanagisawa | 4:38 |
| 8.  | Shinju (真珠)                                                   | Youji Kubota    | Youichirou Yasuoka / Y. Yasuoka   | 4:53 |
| 9.  | Fallin'                                                         | popY            | Yuta Nakano / Yuta Nakano         | 4:20 |
| 10. | Kizuna (きずな)                                                 | Reiko Yukawa    | Akira Miyagawa / Keiroku Araki    | 4:30 |